# Отчаянные домохозяйки (сезон 2)
«Отчаянные домохозяйки» (англ. Desperate Housewives) — американская телевизионная трагикомедия, повествующая о жизни нескольких подруг из фешенебельного пригорода. Первый сезон выходил в эфир с 2004 по 2005 год. Второй сезон сериала стартовал в США 25 сентября 2005 года. Финальный эпизод вышел на экраны 21 мая 2006 года.
На этот раз, в центре событий семейство Эпплуайтов — Бетти и её сын Мэттью. Но не всё так чисто: они въехали в новый дом под покровом ночи, странные звуки доносятся из их подвала и некая тайна объединяет их семью со смертью молодой девушки Мелани Фостер — бывшей подружки Мэттью.

## Сюжет
Вот уже год прошёл со дня самоубийства Мери Элис Янг. Многое встало на свои места, и жители Вистерия-Лейн поняли, что каждому из их соседей есть что скрывать. Вот и с семейством Эплвайтов, Бетти (Элфри Вудард) и её сыном Мэттью (Мэхкад Брукс), не всё чисто — почему они въехали в новый дом под покровом ночи? Что за странные звуки доносятся из подвала их дома? Какая тайна связана со смертью Мелани Фостер (Джой Биско) — бывшей подружки Меттью? Ломая голову над этими вопросами, закадычные подруги Сьюзан, Бри, Линетт и Габриэль попутно решают собственные проблемы.
После кончины Рекса Бри старается не унывать, ведь на похороны приедет мать мужа — Филис Ван Де Камп (Ширли Найт), та ещё особа. И вот после похорон выясняется, что Рекса отравили. Полиция предполагает, что убийцы — Бри и её любовник, аптекарь Джордж Уильямс (Роджер Барт). Даниэль начинает встречаться с Меттью, а Эндрю, кажется, совсем распоясался и позволяет себе непозволительное. Он даже пытается выйти из-под опеки матери и получить свои деньги. Сама Бри понимает, что стала алкоголичкой, и, чтобы не потерять сына, она должна посещать встречи Анонимных алкоголиков. Там она знакомится с очаровательным Питером МакМиланом (Ли Тергюсон). У них начинается роман. Но и тут Эндрю превосходит себя — его поступок, совершённый после того, как он узнал, что Питер также является членом «Анонимных Сексоголиков», становится последней каплей в чаше терпения Бри.
Не балует жизнь и Сьюзан — после того как Зак пытался убить Майка, мальчик пускается в бега. Сам Майк, узнав, что Зак — его сын, готов любыми способами найти его. Однако Сьюзан не нравится мысль, что неуравновешенный мальчик будет постоянно находится рядом с Джули. Поэтому она покупает Заку билет в один конец к его дальним родственникам в Юте. Узнав об этом, Майк расторгает помолвку, и Сьюзан вновь остаётся с разбитым сердцем. Однако ненадолго — доктор Рон МакКриди (Джей Харингтон) проявляет интерес к Сьюзан. Всё бы хорошо, да вот у Сьюзан обнаруживают «блуждающую селезёнку» и необходима срочная операция. А так как страховки у Сьюзан нет, она соглашается вновь выйти за Карла замуж. Затем у них начинается короткая интрижка, хотя Карл, кажется, был помолвлен с Иди. А от своей матери Софи (Лесли Энн Уорен) Сьюзан узнаёт, что её отец Эддисон Пруди (Пол Дули) живёт совсем неподалёку.
Работая дни и ночи, Линетт переживает за своих детей, оставшихся дома под присмотром Тома. Не смягчает чувство тоски и тот факт, что ярая карьеристка и начальница Линетт, Нина Флетчер (Джоэль Фишер), хочет стать её верной подругой. Но поскольку Линетт не хочет злить начальницу и уж тем более терять работу, она вынуждена каждый вечер ходить в бар и «цеплять» мужчин для своей новой «лучшей подруги», а Том тем временем подумывает о возвращении на работу, когда в офисе открывают детский сад для сотрудников.
Габриэль также переживает не лучшие времена — после того, как Джон признался Карлосу, что он и есть любовник Габи, адвокат даёт понять, что дело Солиса может оказаться не самым простым, учитывая все «грешки» Карлоса. Однако вскоре адвокат добивается его освобождения на поруки католической церкви, в лице монахини — сестры Мери (Мелинда Пейдж Гамильтон). Габи понимает, что у неё появилась соперница. И единственный способ вернуть Карлоса — завести ребёнка. После несчастного случая, в результате которого Габи потеряла ребёнка, а таинственный обитатель подвала Эплвайтов отправляется в клинику для душевнобольных, Солисы решают удочерить ребёнка, который вот-вот должен родиться у стриптизёрши Либби (Николь Хилц). Только есть одна проблема — настоящий отец ребёнка не в курсе, да и кто он вообще?
А Иди одержима лишь одним желанием — отомстить Сьюзан, уведшей у неё Карла и спалившей её дом.

## Актёрский состав

### Основной актёрский состав
- Тери Хэтчер — Сьюзан Майер
- Фелисити Хаффман — Линетт Скаво
- Марсия Кросс — Бри Ван де Камп
- Ева Лонгория — Габриэль Солис
- Николетт Шеридан — Иди Бритт
- Элфри Вудард — Бетти Эпплуайт
- Бренда Стронг — Мэри Элис Янг
- Андреа Боуэн — Джули Майер
- Рикардо Антонио Чавира — Карлос Солис
- Даг Сэвант — Том Скаво
- Джеймс Дентон — Майк Дельфино
- Ричард Бёрджи — Карл Майер
- Марк Мозес — Пол Янг
- Коди Кэш — Зак Янг

Также снимались:
- Шон Пайфром — Эндрю Ван де Камп
- Джой Лорен — Даниэль Ван де Камп
- Мехкад Брукс — Мэттью Эпплуайт
- Пейдж Кеннеди / Нашон Кирз — Калеб Эпплуайт
- Брент Кинсман — Престон Скаво
- Шейн Кинсман — Портер Скаво
- Зейн Хуэтт — Паркер Скаво
- Роджер Барт — Джордж Уильямс

### Приглашённые актёры
- Гарриэт Сэнсом Гаррис — Фелиция Тиллман
- Джоэли Фишер — Нина Флетчер
- Карри Грэм — Эд Феррара
- Джей Харрингтон — доктор Рон Маккриди
- Ли Тергесен — Питер Макмиллан
- Ширли Найт — Филлис Ван де Камп
- Гвендолин Йо — Шао-Мэй
- Пол Дули — Эддисон Пруди
- Лесли Энн Уоррен — Софи Бреммер
- Боб Гантон — Ноа Тейлор
- Кэтрин Джустен — Карен Маккласки
- Пэт Кроуфорд Браун — Айда Гринберг
- Курт Фуллер — детектив Бартон
- Райан Карнс — Джастин
- Сэм Ллойд — доктор Голдфайн
- Джесси Меткалф — Джон Роуленд
- Ник Чинланд — детектив Салливан
- Эдриан Пасдар — Дэвид Брэдли
- Кайл Маклахлен — Орсон Ходж
- Кирстен Уоррен — Нора Хантингтон
- Мелинда Пейдж Хэмилтон — Мэри Бернард
- Стивен Калп — Рекс Ван де Камп
- Боб Ньюхарт — Морти Фликман
- Алехандро Патино — Ральф
- Майкл Айронсайд — Кёртис Монро

Специально приглашённые звёзды:
- Дэнни Трехо — Эктор Рамос
- Пенелопа Энн Миллер — Фрэн Феррара
- Мария Кончита Алонсо — Лусия Маркес
- Ронни Кокс — Генри Мейсон
- Кэрол Бёрнетт — Элеанор Мейсон
- Уильям Атертон — доктор Барр
- Джейн Линч — Максин Беннет
- Уоллес Шон — Лонни Мун

## Эпизоды
| № общий | № в сезоне | Название                                                                  | Режиссёр              | Автор сценария                                                                       | Дата премьеры    | Зрители в США (млн) |
| --- | ---------- | ------------------------------------------------------------------------- | --------------------- | ------------------------------------------------------------------------------------ | ---------------- | ------------------- |
| 24 | 1          | «Next» «Далее…»                                                           | Ларри Шоу             | Дженна Банс и Кевин Мерфи                                                            | 25 сентября 2005 | 28,36               |
| Зак сбегает от Майка, а Сьюзан удивлена тем фактом, что её возлюбленный покрывает мальчика; Бри пытается справиться с приехавшей на похороны Рекса свекровью; Линетт заново строит свою карьеру, а Габи пытается вытащить Карлоса из тюрьмы… |            |                                                                           |                       |                                                                                      |                  |                     |
| 25 | 2          | «You Could Drive a Person Crazy» «Ты можешь свести с ума»                 | Дэвид Гроссман        | Крис Блэк и Александра Каннингем                                                     | 2 октября 2005   | 27,11               |
| Сьюзан узнаёт, что Карл встречается с Иди; Линетт пытается заставить Тома относиться к домашним обязанностям более серьёзно; Габи выполняет необычное поручение Карлоса, а Бетти Эплвайт навлекает на себя всё больше подозрений… |            |                                                                           |                       |                                                                                      |                  |                     |
| 26 | 3          | «You'll Never Get Away from Me» «Ты от меня не сбежишь»                   | Арлин Сэнфорд         | Том Спезьяли и Элли Герман                                                           | 9 октября 2005   | 26,06               |
| Бри подозревают в убийстве мужа; Линетт находит общий язык со своей начальницей Ниной; Сьюзан не нравится, что Джули будет много общатсья с Иди, а Бетти отказывает Сьюзан в просьбе. Габи, тем временем, мирится с мужем Карлосом… |            |                                                                           |                       |                                                                                      |                  |                     |
| 27 | 4          | «My Heart Belongs to Daddy» «Моё сердце принадлежит отцу»                 | Роберт Дункан Макнейл | Джон Парди и Джой Мерфи                                                              | 16 октября 2005  | 25,78               |
| Линетт испытывает чувство вины по отношению к сыну; Сьюзан помогает Майку в поисках Зака; Эндрю не нравится, что Бри встречается с Джорджем, пока тот строит планы избавления от своего пасынка… |            |                                                                           |                       |                                                                                      |                  |                     |
| 28 | 5          | «They Asked Me Why I Believe in You» «Они спрашивают, почему я тебе верю» | Дэвид Гроссман        | Алан Кросс                                                                           | 23 октября 2005  | 25,22               |
| Бри занимается повторным похоронами Рекса; адвокат Карлоса проявляется интерес к Габи; Линетт устала от общения с Ниной, а Сьюзан, в который раз, узнаёт о предательстве… |            |                                                                           |                       |                                                                                      |                  |                     |
| 29 | 6          | «I Wish I Could Forget You» «Жаль, что не могу тебя забыть»               | Ларри Шоу             | Кевин Эттен и Джош Сентер                                                            | 6 ноября 2005    | 23,93               |
| У Бри возникает аллергия на Джорджа; Линетт пытается сладить с Ниной; Габи понимает, что готова на всё, чтобы вызволить Карлоса из тюрьмы, а Пол возвращается на Вистерия-Лейн… |            |                                                                           |                       |                                                                                      |                  |                     |
| 30 | 7          | «Color and Light» «Цвет и свет»                                           | Дэвид Гроссман        | Марк Черри                                                                           | 13 ноября 2005   | 25,93               |
| Сьюзан пытается забыть Майка; у близнецов Линетт появляются новые друзья; Джордж делает Бри предложение, а обитатель подвала Эплвайтов сбегает из подвала, став причиной трагедии… |            |                                                                           |                       |                                                                                      |                  |                     |
| 31 | 8          | «The Sun Won't Set» «Солнце не зайдёт»                                    | Стивен Крэгг          | Дженна Банс                                                                          | 20 ноября 2005   | 25,92               |
| Карлосу кажется странным, что Габи не переживает из-за выкидыша, а Сьюзан, Бри и Линетт пытаются подбодрить подругу, хотя и у них самих не всё гладко — Сьюзан узнаёт правду о своём отце, а Бри получает волнующее предостережение… |            |                                                                           |                       |                                                                                      |                  |                     |
| 32 | 9          | «That's Good, That's Bad» «Это хорошо, это плохо»                         | Ларри Шоу             | Кевин Мерфи                                                                          | 27 ноября 2005   | 25,89               |
| Линетт по горло сыта Ниной; Карлос наконец-то выходит из тюрьмы, но Габи понимает, что у неё появилась соперница. Сьюзан хочет познакомиться со своим отцом, а Бри решает раз и навсегда разобраться с Джорджем… |            |                                                                           |                       |                                                                                      |                  |                     |
| 33 | 10         | «Coming Home» «Дорога домой»                                              | Арлин Сэнфорд         | Крис Блэк                                                                            | 4 декабря 2005   | 25,52               |
| Сьюзан испытывает на себе результат женской ревности; Эндрю идёт на крайние меры; Габи пытается отговорить Карлоса от дальней поездки; Линетт добивается своего — на работе открывают детский сад, а Зак возвращается домой… |            |                                                                           |                       |                                                                                      |                  |                     |
| 34 | 11         | «One More Kiss» «Ещё один поцелуй»                                        | Уэнди Станзлер        | Джой Мерфи и Джон Парди                                                              | 8 января 2006    | 23,72               |
| Линетт ревнует Тома к Габи, чей секрет выдаёт Бри. В подвале дома Эплвайтов происходит очередная трагедия; поведение Эндрю заставляет Бри нервничать, а драка между Полом и Майком приводит к неожиданному результату… |            |                                                                           |                       |                                                                                      |                  |                     |
| 35 | 12         | «We're Gonna Be All Right» «Всё будет хорошо»                             | Дэвид Гроссман        | Александра Каннингем                                                                 | 15 января 2006   | 22,52               |
| Сьюзан влюбляется в молоденького доктора Рона; в Интернете появляются старые фото Габи; дети Скаво подхватывают ветрянку, а Бри арестовывают… |            |                                                                           |                       |                                                                                      |                  |                     |
| 36 | 13         | «There's Something About a War» «Кое-что о войне»                         | Ларри Шоу             | Кевин Эттен                                                                          | 22 января 2006   | 25,33               |
| Габи объявляет сестре Мери войну; Том хочет вернуться на работу; Сьюзан задевает чувства доктора Рона; Бри узнаёт секрет Эплвайтов, но вынуждена его хранить… |            |                                                                           |                       |                                                                                      |                  |                     |
| 37 | 14         | «Silly People» «Глупые люди»                                              | Роберт Дункан Макнейл | Том Спезьяли                                                                         | 12 февраля 2006  | 23,47               |
| Габи и Карлос приютили китайскую девушку Шао-Мэй; Том пытается обустроиться на новой должности в подчинении жены, а Сьюзан собирается выйти замуж, чтобы получить страховку, так как ей предстоит операция… |            |                                                                           |                       |                                                                                      |                  |                     |
| 38 | 15         | «Thank You So Much» «Огромное спасибо»                                    | Дэвид Гроссман        | Дэви Уоллер                                                                          | 19 февраля 2006  | 23,41               |
| Иди полагает, что Карл собирается сделать ей предложение; приехавшая погостить к дочери мать Габи делает супругам Солис интересное предложение, пьяная Бри присматривает за детьми Линетт. Напившись, Бри засыпает, а дети сбегают. |            |                                                                           |                       |                                                                                      |                  |                     |
| 39 | 16         | «There Is No Other Way» «Другого выхода нет»                              | Рэнди Зиск            | Брюс Зиммерман                                                                       | 12 марта 2006    | 22,20               |
| Зак встречается со своим дедушкой; Пола арестовывают; Габи и Карлос заняты поисками ребёнка; Бри вступает в Общество Анонимных Алкоголиков, а Сьюзан во время операции признаётся доктору Рону в любви к Майку… |            |                                                                           |                       |                                                                                      |                  |                     |
| 40 | 17         | «Could I Leave You?» «Могу я уйти?»                                       | Пэм Томас             | Скотт Сэнфорд Тобис                                                                  | 26 марта 2006    | 21,41               |
| Габи и Карлос понимают, что всё можно купить; Бри оказывается запертой в универмаге; Сьюзан объясняется с доктором Роном, а Линетт разбирается с проблемами на работе… |            |                                                                           |                       |                                                                                      |                  |                     |
| 41 | 18         | «Everybody Says Don't» «Все говорят «Нет»»                                | Том Шеронес           | Дженна Банс и Александра Каннингем (телесценарий); Джим Линкольн (сюжет)             | 2 апреля 2006    | 21,82               |
| Бри влюбляется в Питера — члена Анонимных Алкоголиков и узнаёт, что у него есть и другая зависимость; Линетт должна выступить против Бри на деле Эндрю; Иди узнёт об обмане Сьюзан и Карла и устраивает вечеринку, обернувшуюся невероятными последствиями… |            |                                                                           |                       |                                                                                      |                  |                     |
| 42 | 19         | «Don't Look at Me» «Не смотри на меня»                                    | Дэвид Гроссман        | Джош Сентер                                                                          | 16 апреля 2006   | 20,02               |
| Солисы получают временное опекунство над малышкой Лили, и Габи доверяет уход за ребёнком Шао-Мэй; Фелиция Тилман проверяет Пола на терпеливость; Карл вновь намерен жениться… на Иди, а к Бри приезжают родители… |            |                                                                           |                       |                                                                                      |                  |                     |
| 43 | 20         | «It Wasn't Meant to Happen» «Так не должно было случиться»                | Ларри Шоу             | Марк Черри и Том Спезьяли                                                            | 30 апреля 2006   | 21,30               |
| Габи строит планы об отказе настоящего отца от прав на ребёнка; Иди обращается за утешением к Сьюзан, когда её бросает Карл; Бри решает завоевать Питера, а между Меттью Эплвайтом и Даниэль вспыхивает огонь страстной любви… |            |                                                                           |                       |                                                                                      |                  |                     |
| 44 | 21         | «I Know Things Now» «Теперь я знаю»                                       | Уэнди Станзлер        | Кевин Эттен и Брюс Зиммерман                                                         | 7 мая 2006       | 21,33               |
| Том избивает босса, но у Линетт есть куда более веская причина для волнений; иммиграционное ведомство собирается депортировать Шао-Мэй; за Сьюзан следит частный детектив Иди; Эндрю, наконец, удаётся нанести Бри сокрушительный удар, а Сьюзан решает рассказать Иди всю правду и делает ещё хуже…                                                                                                 |            |                                                                           |                       |                                                                                      |                  |                     |
| 45 | 22         | «No One Is Alone» «Никто не одинок»                                       | Дэвид Гроссман        | Кевин Мерфи и Крис Блэк                                                              | 14 мая 2006      | 21,03               |
| Сьюзан кажется, что это Иди подожгла её дом; Сьюзан и Джули переезжают жить к Бри, после того как она выгнала из дома Эндрю; Линетт следит за Томом в Атлантик-Сити; Шао-Мэй вынашивает ребёнка Солисов, а Филиция решается на крайние меры… |            |                                                                           |                       |                                                                                      |                  |                     |
| 4647 | 2324       | «Remember» «Память»                                                       | Ларри Шоу             | Марк Черри и Дженна Банс (телесценарий); Александра Каннингем и Том Спезьяли (сюжет) | 21 мая 2006      | 24,23               |
| Габи подозревает, что Карлос изменил ей с Шао-Мэй; Зак собирает деньги на адвоката для Пола, а Сьюзан должна выбрать между Карлом и Майком… Бри узнаёт о том, кто же, на самом деле, убил Мелани Фостер и пытается сбежать из психиатрической клиники; Бетти и Калеб собираются покинуть Вистерия-Лейн, а Сьюзан хочет сделать предложение Майку, но в планы героев, как всегда, вмешивается судьба… |            |                                                                           |                       |                                                                                      |                  |                     |